# عطف منطقي

مخطط فن لـ

في المنطق والرياضيات واللسانيات، "و" ({\displaystyle \wedge }) هو المؤثر الدالي الصوابي [الإنجليزية] للعَطْف (أو الوَصْل) أو العطف/الوصل المنطقي. تُمثَّل الرابطة المنطقية لهذا المؤثر عادةً على شكل {\displaystyle \wedge } أو {\displaystyle \&} أو {\displaystyle K} (البادئة) أو {\displaystyle \times } أو {\displaystyle \cdot } وفيها {\displaystyle \wedge } هو الأحدث والأكثر استخدامًا.
تكون "و" لمجموعة من الموثر فيها (القضايا) صائبة إذا وفقط إذا كانت جميع المؤثر فيها الخاصة بها صائبة، أي {\displaystyle A\land B} صحيح إذا وفقط إذا {\displaystyle A} صائب و {\displaystyle B} هذا صائب.
يسمى العنصر الذي أثَّر فيه (القضايا) العطف بالمعطوف.
وبعيدًا عن المنطق، يشير مصطلح "العطف" أيضًا إلى مفاهيم مماثلة في مجالات أخرى:
- في اللغة الطبيعية، الدلالة الذاتية التعبيرات مثل "و" العربية؛
- في لغات البرمجة، الدارة القصيرة [الإنجليزية] وبنية التحكم؛
- في نظرية المجموعات، التقاطع.
- في نظرية الشَّبِيكات، العطف المنطقي (الحد الأعلى الأعظم [الإنجليزية]).

## التدوين
يُشار إلى "و" عادة بمؤثر داخل: في الرياضيات والمنطق، يُشار إليه باستخدام "إسفين" {\displaystyle \wedge } (الترميز الموحد U+2227 ∧ LOGICAL AND) أو {\displaystyle \&} أو {\displaystyle \times }، و {\displaystyle \cdot } في الإلكترونيات، و& أو &&, أو and في لغات البرمجة. يُرمَز للمؤثر بـ {\displaystyle K} في التدوين البولندي للمنطق [الإنجليزية] لِيان ووكاشيفيتش (من البولندية koniunkcja بمعنى العطف).
في الرياضيات، عطف عدد كيفي من العناصر {\displaystyle a_{1},\ldots ,a_{n}} يمكن الإشارة إليه على شكل عملية اثنانية متكررة [الإنجليزية] باستخدام "إسفين كبير" ⋀ (الترميز الموحد U+22C0 ⋀ N-ARY LOGICAL AND):
{\displaystyle \bigwedge _{i=1}^{n}a_{i}=a_{1}\wedge a_{2}\wedge \ldots a_{n-1}\wedge a_{n}}

## تعريف
في المنطق الكلاسيكي [الإنجليزية]، العطف المنطقي هو عملية على قيمتين منطقيتين، عادةً قيمتَيْ قضيتين، والتي تنتج قيمة "صائبة" إذا وفقط إذا كان كلا مؤثَّر فيهما صائبين.
قيمة الصواب محايدة بالنسبة لعملية العطف المنطقي، هذا يعني أن إجراء عطف منطقي مع الصائب، لن يغير قيمة الأصل. لو كان الأصل باطلًا، فناتج عطفه على قيمة صائب ستكون باطلًا، ولو كان الأصل صائبًا، فناتج عطفه على الصائب ستكون صائبًا. وتماشيًا مع مفهوم الصواب الخالي [الإنجليزية]، عندما يُعرَّف العطف على أنه مؤثر أو دالة ذات نونية [الإنجليزية] كيفية، فإن العطف الخالي (تطبيق "و" على مجموعة خالية من المؤثَّر فيها) غالبًا ما يُعرَّف على أنه له نتيجة صائبة.

### جدول الصواب

عُطُوف العُمَد على اليسار — البِتات الصائبة تشكل مثلث سيربينسكي.

جدول الصواب لـ {\displaystyle A\land B}:
| {\displaystyle A\land B} | {\displaystyle B} | {\displaystyle A} |
| ------------------------ | ----------------- | ----------------- |
| F                        | F                 | F                 |
| F                        | T                 | F                 |
| F                        | F                 | T                 |
| T                        | T                 | T                 |

### تعريف بمؤثرات أخرى
في المنظومات التي لا يكون فيها العطف المنطقي أصليًا، يمكن تعريفه على هذا الشكل:
{\displaystyle A\land B=\neg (A\to \neg B)}
يمكن التحقق من ذلك من خلال جدول الصواب التالي (قارن العمودين الأخيرين):
| {\displaystyle A\land B} | {\displaystyle \neg (A\rightarrow \neg B)} | {\displaystyle A\rightarrow \neg B} | {\displaystyle \neg B} | {\displaystyle B} | {\displaystyle A} |
| ------------------------ | ------------------------------------------ | ----------------------------------- | ---------------------- | ----------------- | ----------------- |
| F                        | F                                          | T                                   | T                      | F                 | F                 |
| F                        | F                                          | T                                   | F                      | T                 | F                 |
| F                        | F                                          | T                                   | T                      | F                 | T                 |
| T                        | T                                          | F                                   | F                      | T                 | T                 |

أو
{\displaystyle A\land B=\neg (\neg A\lor \neg B)}
يمكن التحقق من ذلك من خلال جدول الصواب التالي (قارن العمودين الأخيرين):
| {\displaystyle A\land B} | {\displaystyle \neg (\neg A\lor \neg B)} | {\displaystyle \neg A\lor \neg B} | {\displaystyle \neg B} | {\displaystyle \neg A} | {\displaystyle B} | {\displaystyle A} |
| ------------------------ | ---------------------------------------- | --------------------------------- | ---------------------- | ---------------------- | ----------------- | ----------------- |
| F                        | F                                        | T                                 | T                      | T                      | F                 | F                 |
| F                        | F                                        | T                                 | F                      | T                      | T                 | F                 |
| F                        | F                                        | T                                 | T                      | F                      | F                 | T                 |
| T                        | T                                        | F                                 | F                      | F                      | T                 | T                 |